# 佐陀神能
佐陀神能（さだしんのう）は島根県松江市の佐太神社で毎年9月24日と25日（旧暦は8月24日と25日）に行う祭礼である。

## 概要
1608年（慶長13年）に佐太神社の幣主祝（へいぬしはふり）宮川兵部少輔秀行が能楽の形式を京（現在の京都市）から持ち帰ったことから始まった。
毎年9月24日に夜の御座替（ござかえ）神事・七座から始まる。25日に午後3時より例大祭を経て、夜7時から「式三番」・「神能」を行う。直面（ひためん）の執物舞（とりものまい）の「七座」・祝言の「式三番」・着面の神話劇の「神能」の3部構成となっている。
以前は2日目の成就神楽に対する名称だったが、近代に再興されてからは初日も含めた総称になっている。
明治維新までは、秋鹿郡、島根郡、楯縫郡、意宇郡西半の三郡半の社家が佐陀大社に参集し、この神事を奉仕していた。
1952年（昭和27年）に文化財保護法による選定からスタートし、1961年（昭和36年）に県の無形民俗文化財指定、1970年（昭和45年）に記録作成等の措置を講ずべき無形の民俗文化財（選択無形民俗文化財）の選択を経て、1976年（昭和51年）に国の重要無形民俗文化財に指定された。
また2011年（平成23年）には、11月27日にユネスコの無形文化遺産に登録された。

## 他所の神楽との違い
託宣を行わず、天蓋を釣らない点が他所の神楽との違いである。